# Volkmar J. Ellmauthaler

Volkmar J. Ellmauthaler, 2014

Volkmar Joseph Ellmauthaler (* 26. Mai 1957 in Gersthof, Wien) ist ein österreichischer Medizinpsychologe, Supervisor, Kirchenmusiker, Chorleiter, Komponist und Autor.

## Leben
Im Jahr 1975 absolvierte Ellmauthaler die Matura in Wien. Seit dem 5. Lebensjahr erhielt er eine musikalische Ausbildung für Klavier, später Orgel, Tonsatz und Dirigieren mit Schwerpunkt Kirchenmusik.
Akademische Studien der Medizinpsychologie absolvierte er bei Erwin Ringel und Hans Strotzka, der Psychoanalyse bei Raoul Schindler und Philosophie u. a. bei Günther Pöltner, Fritz Wallner sowie Augustinus Karl Wucherer-Huldenfeld. 1985/1986 besuchte er ein Privatissimum bei Karl R. Popper.
Seine Studien finanzierte Ellmauthaler zunächst als Privatlehrer für Deutsch und Englisch, es folgten mehrere Jahre Unterrichtstätigkeit an der Musikschule Klosterneuburg (Orgel, Theorie, Werkanalyse und Tonsatz). In dieser Zeit war Ellmauthaler als Kirchenmusiker und Chorleiter mehrerer Chöre in Wien sowie des Stadtchores Klosterneuburg aktiv. Im Jahr 1989 wurde ihm der zweite Preis in Orgelkomposition des Concorso Olivier Messiaen zu Bergamo verliehen. Für andere Kompositionen erhielt er drei Staatsstipendien. Als Dozent in der Wiener Erwachsenenbildung war er Gründer und Leiter der Fachgruppe für Medizin, Psychologie und Heilberufe. Er absolvierte Zusatzausbildungen in Gruppendynamik und Gestaltpsychologie, außerdem als Supervisor ÖGSV (seit 1992), sowie Fortbildungen zum Lehrsupervisor (2007 in Österreich, 2015 in der Schweiz).
Ellmauthaler war Mitglied der Interessengemeinschaft Niederösterreichischer Komponisten (INÖK). Er ist aktives Mitglied der Österreichischen Vereinigung für Supervision (ÖVS) sowie im Österreichischen Arbeitskreis für Gruppendynamik und Gruppenpsychotherapie (ÖAGG), dort in den Sektionen Gruppendynamik, Gruppen-Psychoanalyse, Gruppen-Supervision und Coaching. Seit 1989 ist er in freier Praxis in Wien tätig. Sein besonderes Interesse liegt in der Ethik – mit besonderer Berücksichtigung der Natur (Projekt Naturistische Ethik). Er ist auch im Ruhestand weiter aktiv und ordentliches Mitglied der Wirtschaftskammer Österreich.

QR Code mit pers. Infos

Ellmauthaler ist verheiratet mit der Germanistin  Birgit Ellmauthaler, gemeinsam führen sie in Wien den Kleinverlag editionL.
Markus Schirmer, sein Cousin, ist Pianist und Ordentlicher Professor an der Kunst-Universität Graz.

## Veröffentlichungen
Bücher und Online-Artikel (Auswahl - aktuell mehr als 840 Titel)
- Frei atmen – sich frei bewegen. Von der Störung zur Körperlichkeit – Versuch über das Tun der Künstler. editionL, Wien 2018 | online (PDF)
- Drei Erzählungen. editionL, Wien 2001, ISBN 3-902245-11-5. | Leseprobe (PDF)
- Lachen–Weinen (Originalarbeit 1988/89). 2. Auflage. editionL, Wien 2014, ISBN 978-3-902245-03-8. | Leseprobe (PDF)
- Lachen–Weinen (Originalarbeit, Ergänzung zum Buch). editionL, Wien 2018/20. | aktueller Artikel (PDF)
- Nackt. Das Buch. editionL, Wien 2012, ISBN 978-3-902245-07-6. | Leseprobe (PDF)
- Supervision: Theorie und Praxis. editionL, Wien 2012, ISBN 978-3-902245-08-3. | Leseprobe (PDF)
- Supervision im Kontext: Sexualdelinquenz. editionL, Wien 2014. | Aktueller Artikel mit Referenzen (PDF
- Sexualdelinquenz:Täter-Opfer-Systeme, Sexualdeliktsprävention. 3. Auflage. editionL, Wien 2014, ISBN 978-3-902245-09-0. | Leseprobe (PDF)
- Versuch über das Unsägliche. Über die Not des Terroristen und was Derridas Katze dazu dächte. 2. Auflage. editionL, Wien 2015, ISBN 978-3-902245-12-0. | Leseprobe (PDF)
- Versuch über das verlorene Paradies, Gefährdete Utopien: Publius Ovidius Naso, John Milton. editionL, Wien 2018 | Artikel DE/EN (PDF)
- Von der Kultur des Natürlichen (bilingual DE/EN). editionL, Wien 2016, ISBN 978-3-902245-13-7. | Leseprobe DE/EN (PFD)
- Psychosoziologie unbekleideter Menschen aus europäischer Sicht. editionL, Wien 1991. | Aktuelle Ausgabe 2020 (PDF)
- Versuch über den Frieden. editionL, Wien 2020. | Aktuelle Fassung (PDF)
- Versuch über ein grundlegendes Missverständnis (Superioritätsprinzip) vs. Natur-/Artenschutz). editionL, Wien 2018/21. | Aktuelle Fassung (PDF)
- Versuch über Macht und Konflikt. editionL, Wien 2018/19. | Aktuelle Fassung (PDF)
- Versuch über die Vereinfachung. editionL, Wien 2019/20. | Aktuelle fassung (PDF)
- Versuch über die Wahrheit. editionL, Wien 2018/21. | Aktuelle Fassung (PDF).
- Versuch über das Hassen. editionL, Wien 2023 | Aktuelle Fassung (PDF)
- Alphabetische Werkliste (Bibliografie): https://medpsych.at/bibliografie-ell.pdf

 Herausgeberschaften im Eigenverlag 
- Aufwind. Phantasiestücke. editionL, Wien 2002, ISBN 3-902245-00-X. | Leseprobe (PDF)
- Dinosaurier-Kalauer. editionL, Wien 2012, ISBN 978-3-902245-06-9. | Lesedprobe (PDF) | online Bestellung (html)

 Sonstige Artikel 
- Methodenvergleich: Michael Balint - Raoul Schindler. In: Balint-Journal 2021 / 22:121-129 | ISSN 1439-5142 | Rezensionsexemplar (PDF)

 Komponist 
- Flöte und Klavier: Tatjana (Musik für modernen Ausdruckstanz); [op. 5], 1990. – Wien: NÖ-Musikedition, Robitschek | Partitur (zur Ansicht ohne Nutzungsrechte: PDF)
- Kindermesse. – Wien: editionL 2012, ISBN 978-3-902245-05-2. | Leseprobe (PDF)
- Le cri pas entendu (Kammerorchester und Orgel) 1986. – Wien: editionL | Notenmaterial (Partitur zur Ansicht ohne Nutzungsrechte: PDF, ca. 15 MB)
- Sieben Rilke-Lieder Op 7, Op 12, Op 12a in Facsimile. editionL, Wien 2012, ISBN 978-3-902245-04-5. | Leseprobe (PDF)
- Alphabetische Werkliste: https://medpsych.at/Werkliste-Musik.pdf